# Henri Alexis Brialmont
Henri Alexis Brialmont   (Venlo, 25 de maig de 1821 - Saint-Josse-ten-Noode, 21 de juliol de 1903) fou un general belga, arquitecte militar i autor de moltes obres sobre enginyeria militar. Era el fill del general Mathieu Brialmont. Va néixer el 25 de maig de 1821 a Maagdenberg a prop de Venlo, que llavors era al Regne Unit dels Països Baixos, va morir el 21 de juliol de 1903 a Sint-Joost-ten-Node als afores de Brussel·les.
Des del 1839, va estudiar a l'Ecole Militaire Royale de Brussel·les. El 1843 va ser promogut lloctinent al cos d'enginyeria militar de l'exèrcit belga. El 1847 va esdevenir primer lloctinent i secretari del ministre de la guerra Pierre Chazal. Va publicar un pamflet contra al moviment pacifista dels Amis de la paix (‘amics de la pau’), intitulat Éloge de la guerre (‘Elogi de la guerra’). Va ser un gran succés i va continuar amb Considerations politiques et militaires sur la Belgique pels quals va rebre el premi quinquennal de les ciències morals i polítiques el 1856.
Quan el seu pare Mathieu va esdevenir ministre de la guerra el 1850, va compaginar la supervisió de les obres a Anvers amb la tasca d'assessor ministerial. El 1855 va entrar com a capità a l'estat major, el 1861 va esdevenir major i el 1864 coronel tinent. El 1868 va esdevenir director de les operacions militars del ministeri de la guerra.
El 1857 va ser encarregat de fer els plans de la posició fortificada d'Anvers. Es va inspirar dels forts poligonals construïts als territoris novament adquirits pel Regne de Prússia després de la desfeta de Napoleó el 1815 com ara Coblença, Germersheim, Königsberg i Minden (Rin del Nord-Westfàlia). El 1874 va ser promogut general-major i 1877 lloctinent general.
El 1883 va ajudar el govern de Romania per a desenvolupar els plans de defensa de la capital de Bucarest i de les fronteres. Això va greument desplaure a l'Imperi Austrohongarès. L'estat belga va revocar-lo del servei actiu fins que les tensions internacionals van apaivagar-se. Ja el 1884 va tornar al servei actiu i va dissenyar les posicions fortificades de Lieja i de Namur, les quals es consideren com la seva major obra poliorcètica. La seva reputació enginyer militar va ultrapassar les fronteres i va rebre encàrrecs de Suïssa, Bulgària i Turquia. Per a l'Estat independent de Congo, aleshores propietat privada del rei Leopold II, va fer el fort de Shinkakasa a Boma que havia de defensar l'embocadura del riu Congo.
Tot i això, va excedir àmpliament el pressupost de les obres de Namur i de Lieja i el parlament el va obligar a jubilar-se el 1892. Poc després va esdevenir diputat per al partit liberal.
Henri Alexis Brialmont que molts consideren com el Vauban belga, va morir el 21 de juliol de 1903 a Sint-Joost-ten-Node als afores de Brussel·les.

## Obres destacades
- Éloge de la guerre ou réfutation des doctrines des Amis de la paix. Brussel·les (1849)
- De la guerre, de l'armée et de la garde civique. Brussel·les (1850)
- Considérations politiques et militaires sur la Belgique. 3 toms, Brussel·les (1851-52)
- Précis d'art militaire. 4 toms, Brussel·les (1851)
- Histoire du duc de Wellington. Toms I, II et III. París - Brussel·les, Tardieu - Guyot et Stapleaux fils, (1856-57).
- Traité de fortification polygonale. Brussel·les (1869)
- Situation militaire de la Belgique: situation militaire de la Meuse. Brussel·les (1882)
- La défense des états et la fortification à la fin du 19e siècle. Brussel·les (1895)